# 保罗·蒙托尔西
保罗·蒙托尔西（義大利語：Paolo Montorsi，1951年8月14日—），意大利前男子排球运动员。他曾代表意大利国家队参加1976年夏季奥林匹克运动会排球比赛，结果获得第八名。